# Sturgeon Bay (condado de Door, Wisconsin)
Sturgeon Bay es un pueblo ubicado en el condado de Door en el estado estadounidense de Wisconsin. En el Censo de 2010 tenía una población de 818 habitantes y una densidad poblacional de 6,39 personas por km².

## Geografía
Sturgeon Bay se encuentra ubicado en las coordenadas 44°50′56″N 87°15′53″O / 44.84889, -87.26472. Según la Oficina del Censo de los Estados Unidos, Sturgeon Bay tiene una superficie total de 127.97 km², de la cual 50.12 km² corresponden a tierra firme y (60.83%) 77.85 km² es agua.

## Demografía
Según el censo de 2010, había 818 personas residiendo en Sturgeon Bay. La densidad de población era de 6,39 hab./km². De los 818 habitantes, Sturgeon Bay estaba compuesto por el 95.23% blancos, el 0.73% eran afroamericanos, el 1.34% eran amerindios, el 0.73% eran asiáticos, el 0% eran isleños del Pacífico, el 0.49% eran de otras razas y el 1.47% pertenecían a dos o más razas. Del total de la población el 1.34% eran hispanos o latinos de cualquier raza.